# 동평중학교 (울산)
동평중학교(東平中學校)는 대한민국 울산광역시 남구 달동에 있는 공립 중학교이다.

## 학교 연혁
- 1994년 10월 24일 : 동평중학교 설립 인가(12학급)
- 1995년 3월 1일 : 동평중학교 개교
- 1995년 3월 6일 : 제1회 입학식
- 1995년 8월 31일 : 현 교사 이전
- 1998년 2월 13일 : 제1회 졸업식(586명)
- 2022년 3월 1일 : 제11대 신기강 교장 취임
- 2023년 1월 6일 : 제26회 졸업식(288명, 총 11,281명)
- 2023년 3월 2일 : 제29회 입학식(275명)

## 참고 자료
- 동평중학교 - 한국교육학술정보원 학교알리미